# 부산지방해양수산청
부산지방해양수산청(釜山地方海洋水産廳, Busan Regional Office of Oceans and Fisheries)은 대한민국 해양수산부의 소속기관이다. 2015년 1월 6일 발족하였으며, 부산광역시 동구 충장대로 351에 위치하고 있다. 청장은 고위공무원단 나등급에 속하는 일반직공무원으로 보한다.

## 직무
- 해상운송사업, 선박 등록 및 검사
- 선원근로감독 등 선원 관련 업무
- 항만 운영 및 연안역 관리
- 전산기기 운영·관리와 전산업무 개발
- 항만건설공사, 항만재개발 및 항만시설 유지·보수
- 어항의 건설 및 관리
- 항로표지시설 설치·유지 및 보수
- 공유수면 관리·매립 및 연안 관리
- 해양환경보전
- 어업경영체의 등록 및 관리
- 자율관리어업공동체 지도에 관한 사항

## 연혁
- 1910년 10월: 조선총독부 부산세관.
- 1912년 4월: 조선총독부 체신국 부산해사출장소.
- 1915년 5월: 조선총독부 체신국 부산부두국.
- 1943년 12월: 조선총독부 교통국 부산부두국.
- 1945년 11월 1일: 미군정청 운수부 부산부두국.
- 1946년 1월 1일: 미군정청 운수부 부산항무청.
- 1946년 3월: 미군정청 운수부 부산항무청.(1947년 부산항무청으로 개칭)
- 1948년 7월: 운영 및 관리는 교통부에서 관장, 항만건설은 내무부 토목국에서 관장.
- 1948년 12월: 항무행정 부산항무청으로 환원.
- 1949년 12월 1일: 교통부 부산해사국.
- 1955년 12월 12일: 해무청 소속으로 부산지방해무청을 설치하고 소속기관으로 삼천포·충무·마산·방어진출장소 설치.
- 1961년 10월 2일: 교통부 소속 부산지방해운국으로 개편. 삼천포·방어진출장소 폐지.
- 1963년 9월 20일: 삼천포·울산출장소를 설치.
- 1966년 6월 17일: 장승포출장소 설치.
- 1968년 11월 23일: 마산출장소를 마산지방해운국으로 승격시켜 분리. 충무·장승포·삼천포출장소를 마산지방해운국에 이관.
- 1972년 8월 26일: 울산출장소를 울산지방해운국으로 승격시켜 분리.
- 1973년 5월 25일: 부산항만관리청으로 개편.
- 1976년 3월 13일: 항만청 소속 부산지방항만관리청으로 개편. 소속기관으로 부산항·제주항건설사무소 설치.
- 1977년 12월 16일: 해운항만청 소속 부산지방해운항만청으로 개편.
- 1978년 3월 22일: 부산항건설사무소 폐지.
- 1980년 5월 6일: 부산항건설사무소를 설치하고 제주항건설사무소 폐지.
- 1994년 4월 30일: 감천출장소 설치.
- 1996년 8월 8일: 해양수산부 소속으로 변경.
- 1997년 5월 24일: 부산지방해양수산청으로 개편.
- 2004년 2월 2일: 감천출장소 폐지.
- 2008년 2월 29일: 국토해양부 소속 부산지방해양항만청으로 개편.
- 2013년 3월 23일: 해양수산부 소속으로 변경.
- 2015년 1월 6일: 부산지방해양수산청으로 개편.

## 관할구역
- 부산광역시
- 경상남도 김해시·밀양시·양산시·창원시 부산항
- 제주특별자치도

## 조직

### 청장
- 운영지원과[1]
- 선원해사안전과[2]
- 항만물류과[2]
- 해양수산환경과[3]
- 항로표지과[4]
- 제주해양수산관리단[5]

## 소속기관

### 부산항건설사무소
부산항건설사무소는 부산ㆍ마산ㆍ울산ㆍ동해 및 포항의 항만 관련 건설업무를 담당하기 위해 설립된 대한민국 해양수산부 부산지방해양항만청 소속기관으로 부산항건설사무소장은 고위공무원 나급(2~3 상당)의 일반직 공무원으로 보한다. 부산광역시 동구 충장대로 351 (좌천동 1116-1번지)에 위치하고 있다.

#### 주요 업무
- 용지매수 및 지장물이전과 이에 따른 보상 및 어업보상에 관한 사항
- 비관리청항만공사실시계획의 승인
- 항만공사에 대한 시험ㆍ품질관리 및 검사, 설계자문위원회의 운영, 대안ㆍ일괄입찰 설계적격 심의 관련 업무
- 항만공사에 대한 조사ㆍ통계 및 심사평가와 준공확인
- 공사용 재료의 시험을 위한 시험실 운영
- 해상기상관측 및 지질조사
- 공유수면의 관리ㆍ매립에 관한 기술 검토
- 신항만공사계획의 수립 및 조정
- 신항만공사에 관한 조사ㆍ측량 및 설계
- 신항만공사의 공정ㆍ시공감독ㆍ안전관리 및 심사평가
- 신항만준설공사에 관한 지질조사ㆍ측량ㆍ설계 및 시공감독
- 신항만공사의 보안에 관한 사항
- 공사 시행계획의 수립 및 조정
- 항만시설공사에 대한 조사ㆍ측량 및 설계
- 항만시설공사의 공정ㆍ시공감독ㆍ안전관리 및 유지보수
- 항만시설공사를 위한 토지의 수용ㆍ사용 및 장애물의 이전과 그에 따른 보상업무
- 항만배후수송시설의 계획수립ㆍ시공감독 및 안전관리
- 국유하역장비 관리의 지도 및 감독
- 항만방재업무
- 항만재개발관련 국가재정의 집행에 관한 사항
- 항만재개발사업 실시계획의 승인 등 각종 인ㆍ허가업무에 관한 사항
- 갑문시설의 안전에 대한 지도ㆍ감독

#### 조직
- 부산항건설사무소장
  - 계획조사과
    - 관리계
    - 계획계
    - 품질계

  - 항만개발과
    - 총괄계
    - 개발1계
    - 개발2계

  - 항만정비과
    - 항만재개발계
    - 정비계
    - 시설계

## 같이 보기
- 한국해양대학교
- 남해해양경비안전본부
  - 부산해양경비안전서
- 부산항만공사
  - 부산항보안공사